# Lilian Welsh
Lilian Welsh (Columbia, 6 de marzo de 1858-23 de febrero de 1938) fue una médica, educadora y sufragista estadounidense, defensora de la salud femenina. Formó parte del cuerpo docente de la universidad Woman's College of Baltimore y fue miembro activo de la National American Woman Suffrage Association, la asociación estadounidense que defendía el sufragio de las mujeres. Welsh fue incluida a título póstumo en el Salón de la Fama de las mujeres de Maryland en 2017.

## Trayectoria
Welsh nació en Columbia, Pensilvania, el 6 de marzo de 1858, hija de Annie Eunice (de soltera Young) de Wrightsville y Thomas Welsh de Columbia. Era la cuarta hija de su familia. Su padre había servido en la guerra entre México y Estados Unidos antes de convertirse en comerciante y propietario de un barco de canal. Más tarde, tras la batalla de Fort Sumter, se alistó en el ejército de los Estados Unidos para servir en la Guerra de Secesión. Llegó a alcanzar el rango de general de brigada en 1863, antes de morir ese mismo año de una enfermedad durante el sitio de Vicksburg.
En 1873, Welsh finalizó sus estudios de secundaria en el instituto Columbia High School. Se graduó en la escuela normal Millersville State Normal School en 1875. Al completar su licenciatura, Welsh regresó a Columbia High School, donde trabajó como directora durante cinco años antes de ingresar al Woman's Medical College of Pennsylvania en 1886. Se doctoró en Medicina en 1889. En un principio, Welsh tenía la intención de convertirse en profesora de bioquímica y asistió a la Universidad de Zurich de 1889 a 1890 para prepararse para ello. En Zurich, asistió al primer curso de bacteriología de la universidad con su pareja Mary Sherwood.

## Carrera en medicina y defensa de la salud
Welsh nunca encontró un puesto de profesora, y más tarde se convirtió en una doctora en el Norristown State Hospital en 1890. Dos años más tarde, Welsh se unió a Sherwood para establecer una consulta privada en Baltimore, en el estado de Maryland. Welsh y Sherwood estaban interesadas en "la medicina preventiva y la salud de mujeres embarazadas y bebés". Se encontraron con la discriminación de género y acabaron cerrando su consulta privada.

Welsh reflexionó en 1927:
“La mayoría de la gente sigue prefiriendo médicos hombres a mujeres en prácticamente todos los ramos. Las mujeres que tienen la mayor práctica general se han establecido, en su mayor parte, en secciones donde viven aquellos que no están especialmente bien económicamente y donde hay grandes poblaciones extranjeras. En aquellas comunidades que popularmente se supone que están habitadas por los más ilustrados, el prejuicio está a favor del médico varón, sin importar la habilidad de la mujer."
Y añadió:
"Los críticos más acérrimos de las mujeres como médicos y enfermeras eran mujeres con más frecuencia que hombres... la convicción estaba muy arraigada y extendida de que las mujeres, por naturaleza, estaban incapacitadas para las actividades intelectuales y cualquier vocación que requiriera educación, conocimientos y habilidades especiales quedaba fuera de la esfera de la mujer".
Se incorporó al cuerpo docente del Woman's College de Baltimore, más tarde conocido como Goucher College, y ejerció de médico de estudiantes y de profesora de fisiología e higiene. Impartió cursos a mujeres sobre salud personal y pública y ejercicio físico. Welsh era conocida en el colegio como una firme defensora de la salud y la higiene de la mujer. Durante varios años, fue la única mujer catedrática. Welsh estuvo vinculada al Goucher College durante treinta años.
Más tarde, Welsh y Sherwood estuvieron a cargo del dispensario para mujeres y niñas Evening Dispensary For Working Women and Girls, fundado por Alice Hall y la ginecóloga canadiense Kate Campbell Hurd-Mead. Lo dirigieron hasta su cierre en 1910. En 1897, Welsh se convirtió en secretaria de la Baltimore Association for the Promotion of the University Education of Women, que abogaba por que las mujeres fueran aceptadas en la escuela de posgrado de la Universidad Johns Hopkins. Lo que ocurrió finalmente en 1908.
Hacia el cambio de siglo, Welsh formaba parte de una comisión de lucha contra la tuberculosis y estaba "a la vanguardia" del Movimiento de los derechos de los niños.

## Defensa del sufragio y participación cívica
Welsh fue miembro activo de la National American Woman Suffrage Association, participó en muchos desfiles callejeros y ayudó a preparar la convención de 1906. Colaboró con Mary Garrett, Mary Sherwood y Susan B. Anthony en el evento "College Evening". Welsh facilitó que 100 estudiantes y sufragistas de Goucher asistieran al desfile por el sufragio femenino de 1913.
Welsh también fue miembro del Arundell Club y del Arundell Good Government Club.

## Vida personal
Welsh nunca se casó. En 1935, regresó a la casa de su familia en Columbia, Pensilvania, después de la muerte de su pareja Mary Sherwood. Welsh murió de encefalitis letárgica el 23 de febrero de 1938.

## Reconocimientos
Welsh fue incluida a título póstumo en el Salón de la Fama de las mujeres de Maryland en 2017.

## Obra (selección)

### Artículos
- Welsh, Lilian (26 de marzo de 1916). «Women in Medicine». The Baltimore Sun.
- Welsh, Lilian (1916). The Significance of Goucher College for Medicine (en inglés). Baltimore, MD: Goucher College. OCLC 80277045.

### Libros
- Welsh, Lilian (1923). Fifty Years of Women's Education in The United States. (en inglés). Baltimore. OCLC 80050825.
- Welsh, Lilian (1925). Reminiscences of Thirty Years in Baltimore. (en inglés). Baltimore: The Norman, Remington Company. OCLC 2370045.